# Kongsvoll Station
Kongsvoll Station (Kongsvoll stasjon) er en jernbanestation på Dovrebanen, der ligger i området Kongsvoll i Drivdalen i Oppdal kommune i Norge. Stationen består af to spor, en perron og en stationsbygning.
Stationsbygningen og pakhuset er opført i mørkt træ efter tegninger af Erik Glosimodt. De velbevarede bygninger er gode eksempler på tiden mellem jugend og nyklassicisme, hvor der gjordes brug af norsk tømmerarkitektur med indslag af nybarok. Bygningerne blev fredet i 1997.
Stationen åbnede 20. september 1921, da banen mellem Dombås og Trondheim stod færdig. Stationen blev fjernstyret 11. december 1968 og er ikke længere bemandet.
Hotellet Kongsvold Fjeldstue ligger i gangafstand fra stationen. Hotellets ældste bygninger stammer fra 1720, men der har været overnatningsmulighed på stedet siden 1100-tallet, idet al færdsel over fjeldet siden gammel tid gik denne vej. Ved hotellet finder man desuden Kongsvoll fjellhage, der er den eneste botaniske fjeldhave i Skandinavien. Den blev anlagt i 1992 og erstattede en ældre fjeldhave, der var blevet anlagt ved stationen af Thekla Resvoll i 1924.